# Huta (powiat przysuski)
Huta (dawn. Huta Dąbrowska) – wieś w Polsce położona w województwie mazowieckim, w powiecie przysuskim, w gminie Gielniów. Ma status sołectwa.
W latach 1975–1998 miejscowość administracyjnie należała do województwa radomskiego.
Do 1954 roku stanowiła odległą esksklawę gminy Drzewica (ok. 7 km w linii prostej) między gminą Krzczonów a eksklawą gminy Stużno poniżej gminy Goździków.
Wierni Kościoła rzymskokatolickiego należą do parafii bł. Władysława z Gielniowa w Gielniowie.